# Dragonheads
Dragonheads (dt. Drachenköpfe) ist die erste EP der finnischen Folk-Metal-Band Ensiferum. Der Name bezieht sich auf die Drachenköpfe am Bug von Wikingerschiffen. Die EP wurde im November 2005 in den Sonic Pump Studios aufgenommen. Am 15. Februar 2006 wurde sie durch Spinefarm Records in Finnland, und am 31. März 2006 in Deutschland durch Soulfood veröffentlicht.
Es ist die erste Veröffentlichung, auf der die damals noch neuen Mitglieder Petri Lindroos, Sami Hinkka und Janne Parviainen zu hören waren. Die Lieder Warrior’s Quest und White Storm erschienen bereits auf dem Demo ’99 und wurden für Dragonheads neu aufgenommen. Das Finnish Medley ist ein Medley der Finnischen Traditionals Karjalan Kunnailla, Myrskyluodon Maija und Metsämiehen Laulu.

## Titelliste
| # | Titel                        | Komposition                                               | Länge |
| - | ---------------------------- | --------------------------------------------------------- | ----- |
| 1 | Dragonheads                  | Hinkka/Toivonen                                           | 5:21  |
| 2 | Warrior’s Quest              | Toivonen/Mäenpää                                          | 4:53  |
| 3 | Kalevala Melody              | Traditional                                               | 1:47  |
| 4 | White Storm                  | Toivonen/Mäenpää                                          | 4:56  |
| 5 | Into Hiding (Amorphis Cover) | Holopainen/Laine                                          | 3:49  |
| 6 | Finnish Medley               | Valter Juva, Aleksis Kivi, Yrjö Kilpinen, Lasse Mårtenson | 5:09  |

## Gastmusiker
- Kaisa Saari – Gesang bei Finnish Medley, Blockflöte bei Kalevala Melody
- Vesa Vigman – Mandoline bei Kalevala Melody
- Frostheim – Kantele bei Kalevala Melody

## Kritik
Nachdem die ersten beiden Alben Ensiferum und Iron von der Fachpresse sehr gelobt wurden, bekam Dragonheads überwiegend neutrale bis sehr schlechte Kritiken. Das lag vor allem daran, dass von den sechs Liedern lediglich der Titelsong Dragonheads neu geschrieben wurde, die anderen Lieder stellen nur Neuaufnahmen ehemaliger Demosongs und Covers dar.
Die Kritik auf der Website vampster.com ist noch recht neutral gehalten:

„Wer bereits alle Werke sein eigen nennt, kann sein Geld getrost für das nächste Album aufsparen – diese EP ist nur für Neulinge interessant, die aus irgendeinem Grund weder ‚Ensiferum‘ noch ‚Iron‘ in die Finger kriegen.“

Eine der schlechtesten Rezensionen kam von metal1.info – Die EP wurde mit 0 von 10 Punkten bewertet:

„Insgesamt ist die ‚Dragonheads‘ eine große Enttäuschung. Während ich beim ersten Hören von ‚Ensiferum‘ und ‚Iron‘ mit offenem Mund vor der Anlage gesessen bin und nicht genug von der Musik kriegen konnte, ist das hier einfach nur eine absolut schwache EP. […]. Ich will hoffen, dass das Songwriting nun nicht auf ‚Dragonheads‘-Niveau bleiben wird, sondern bis zum kommenden Album wächst, dass man wieder an alte Glanztaten immerhin annähernd anschließen kann. Wenn nicht, sehe ich schwarz für eine Band, die sich zurecht eine große Fanbasis aufgebaut hat und die eben zwei großartige Alben veröffentlicht hat.“

Metal.de gab Dragonheads nur 6 von 10 Punkten:

„Der Schuss ist für ENSIFERUM-Verhältnisse ganz schön nach hinten losgegangen. "Dragonheads" soll zwar sicherlich als eine Art Aperitif für das nächste Studioalbum bzw. die bald erscheinende 10 Jahres-DVD dienen, doch jetzt habe ich eher Bedenken, ob denn das neue Album wirklich an die alten Glanztaten anschließen kann. Schade!“